# Сейґо Юрі Акуї
Сейґо Юрі Акуї (яп. ユーリ阿久井政悟, англ. Seigo Yuri Akui; 3 вересня 1995) — японський професійний боксер, чемпіон світу за версією WBA (2024–2025) у найлегшій вазі.

## Професіональна кар'єра
Дебютував на професійному рингу у квітні 2014 року.
23 серпня 2017 року в бою за титул чемпіона Японії серед молоді у найлегшій вазі зазнав першої поразки технічним нокаутом від Накатані Юнто.
23 січня 2024 року вийшов на бій проти чемпіона світу за версією WBA у найлегшій вазі Артема Далакяна (Україна) і здобув перемогу одностайним рішенням суддів.
До кінця 2024 року провів два успішних захиста титулу проти Таку Кувахара (Японія) і Тананчаї Чарунпхака (Таїланд).
13 березня 2025 року зустрівся в об'єднавчому бою з чемпіоном WBC в найлегшій вазі Терадзі Кенсіро і в напруженому з великою кількістю обопільних влучань поєдинку зазнав поразки технічним нокаутом в дванадцятому раунді.